# Puberteta
Pubertéta je preobrazba dekleta v žensko in fanta v moškega. Pri fantih se puberteta začne približno med desetim in štirinajstim letom in traja vse do (približno) dvajsetega leta. Pri dekletih se puberteta začne med dvanajstim in štirinajstim letom in traja (približno) do dvajsetega leta.
Za spolno dozorevanje je značilno:
- pri fantih: mutacija glasu, večja poraščenost, pospešena rast (predvsem mišic), moda začnejo proizvajati semenčice Večje potenje, prvi izliv, mokre sanje,...
- pri dekletih: začetek menstruacije, rast prsi oz. oblin, mutacija glasu (vendar ne tako prepoznavno kot pri fantih) Prva menstruacija se imenuje menarha. Izrazitejše potenje...